# Ngawupodius minya
Ngawupodius minya — викопний вид куроподібних птахів родини великоногових (Megapodiidae). Вид мешкав у пізньому олігоцені (25-24 млн років тому) в Австралії. Скам'янілі рештки виду знайдені у Південній Австралії у відкладеннях озера Пінпа у формуванні Етадунна. Вид був меншим за сучасні види великоногів, важив приблизно 230—330 г.